# Pim Pam Pum
Pim Pam Pum ist ein Gedächtnisspiel für Kinder des argentinischen Spieleverlags Maldón. Das Spiel, bei dem die Spieler versuchen, möglichst viele Tiere aus einer Auslage zu sammeln, ist für zwei bis fünf Spieler ab vier Jahren konzipiert und dauert etwa 15 20 Minuten. Es ist im Jahr 2023 erschienen und wurde 2024 mit dem argentinischen Spielepreis Premio Juego Argentino del Año (JADA) in der Kategorie Kinderspiel ausgezeichnet. 2025 erschien das Spiel auf Deutsch bei amigo.

## Thema und Ausstattung
Bei dem Spiel versuchen die Spieler Tierkarten aus einer verdeckten Auslage zu sammeln. Dabei müssen sie sich wie bei Memory und anderen Gedächtnisspielen die Positionen aufgedeckter Karten merken, um die richtigen Karten zu finden. Gesammelt werden Karten mit dem Eichhörnchen Pim, dem Waschbären Pam und dem Kakadu Pum.
Das Spielmaterial besteht neben einer Spieleanleitung aus vierzig Karten, auf denen jeweils ein, zwei oder drei Tiere abgebildet sind, und einem Farbwürfel mit Tierporträts.

## Spielweise
Zur Spielvorbereitung werden alle Karten gemischt und zwölf der Karten verdeckt ausgelegt. Der Rest der Karten bildet einen verdeckten Nachziehstapel.
Die Spieler spielen reihum, indem sie jeweils zu Beginn ihres Zuges den Würfel werfen. Dieser zeigt eines von drei Tieren und der aktive Spieler deckt nun eine Karte auf. Entspricht das darauf abgebildete Tier dem Porträt auf dem Würfel, darf er diese zu sich nehmen und seinen Zug beenden oder eine weitere Karte aufdecken. Dies darf er beliebig lang durchführen, bis er entweder passt und die gewonnenen Karten zu sich nimmt, oder eine Karte ohne das entsprechende Porträt aufdeckt. In dem Fall werden alle bislang aufgedeckten Karten wieder umgedreht und der nächste Spieler ist am Zug. Am Ende des Zuges werden fehlende Karten durch den Nachziehstapel ergänzt.
Das Spiel endet, wenn alle Karten aus der Auslage und dem Stapel genommen wurden. Der Spieler mit den meisten Karten gewinnt das Spiel.

## Versionen und Rezeption
Das Spiel wurde von den Autoren des argentinischen Verlags Maldón entwickelt und im Jahr 2023 veröffentlicht. 2025 erschienen Versionen mit neuem Design auf Deutsch bei amigo und auf Tschechisch bei REXhry.
2024 wurde das Spiel für den argentinischen Spielepreis Premio Juego Argentino del Año in der Kategorie Kinderspiele nominiert und konnte den Preis gewinnen.

## Belege
1. 1 2 3 4 5  Spieleanleitung Pim Pam Pum, amigo 2025
2. ↑  Pim Pam Pum, Versionen bei BoardGameGeek. Abgerufen am 10. August 2025.